# Visjön (Finnerödja socken, Västergötland)
Visjön är en sjö i Laxå kommun i Västergötland och ingår i Göta älvs huvudavrinningsområde.